# Gouverneur de Lyon
Ne doit pas être confondu avec le Gouverneur militaire de Lyon, institution contemporaine.
Le gouverneur de Lyon est un titre de l'Ancien Régime désignant un personnage aux fonctions à l'origine essentiellement militaire et ayant selon les époques des pouvoirs plus ou moins étendus sortant largement du cadre proprement militaire. Cette fonction est supprimée sous la Révolution pour renaître sous le titre de gouverneur militaire de Lyon, avec des prérogatives différentes.

## Histoire
Vingt-cinq gouverneurs se succèdent en Lyonnais entre la création de la charge par Louis XI et sa disparition sous la Révolution française. C'est assez peu comparé à d'autres gouvernements tels la Guyenne qui en compte cinquante ou le Dauphiné trente-sept, ce qui indique bien la stabilité locale de l'office. Tous sont de grands personnages, proches du roi et pourvus de titres importants.
Contrairement à d'autres provinces, les gouverneurs lyonnais n'ont jamais connus d'institutions qui leur portent ombrage, même l'intendance ou la sénéchaussée.

### Moyen Âge: La présence du roi de France avant les gouverneurs
Un premier personnage avec le titre de gouverneur apparaît sous Philippe IV avec Robert II de Bourgogne, chargé de manière très ponctuelle d'intervenir dans les affaires lyonnaises pour rétablir l'ordre et augmenter l'influence royale localement. Il profite alors de la vacance de l'archevêque, et s'insère dans le conflit entre l'Église locale et les bourgeois lyonnais dans le cadre du progressif rattachement de Lyon à la France,. 
Par la suite, des gardiateurs et des sénéchaux assurent la présence du roi localement. La sénéchaussée de Lyon est officiellement établie par l'édit de Pontoise du 23 juin 1313. Entre 1313 et 1462, le sénéchal prend le pas sur le gardiateur hiérarchiquement mais ne le remplace jamais. En effet, souvent absent, le sénéchal fait appel au gardiateur et à un lieutenant pour maintenir une présence dans la cité.

### La création de l'office auXVesiècle

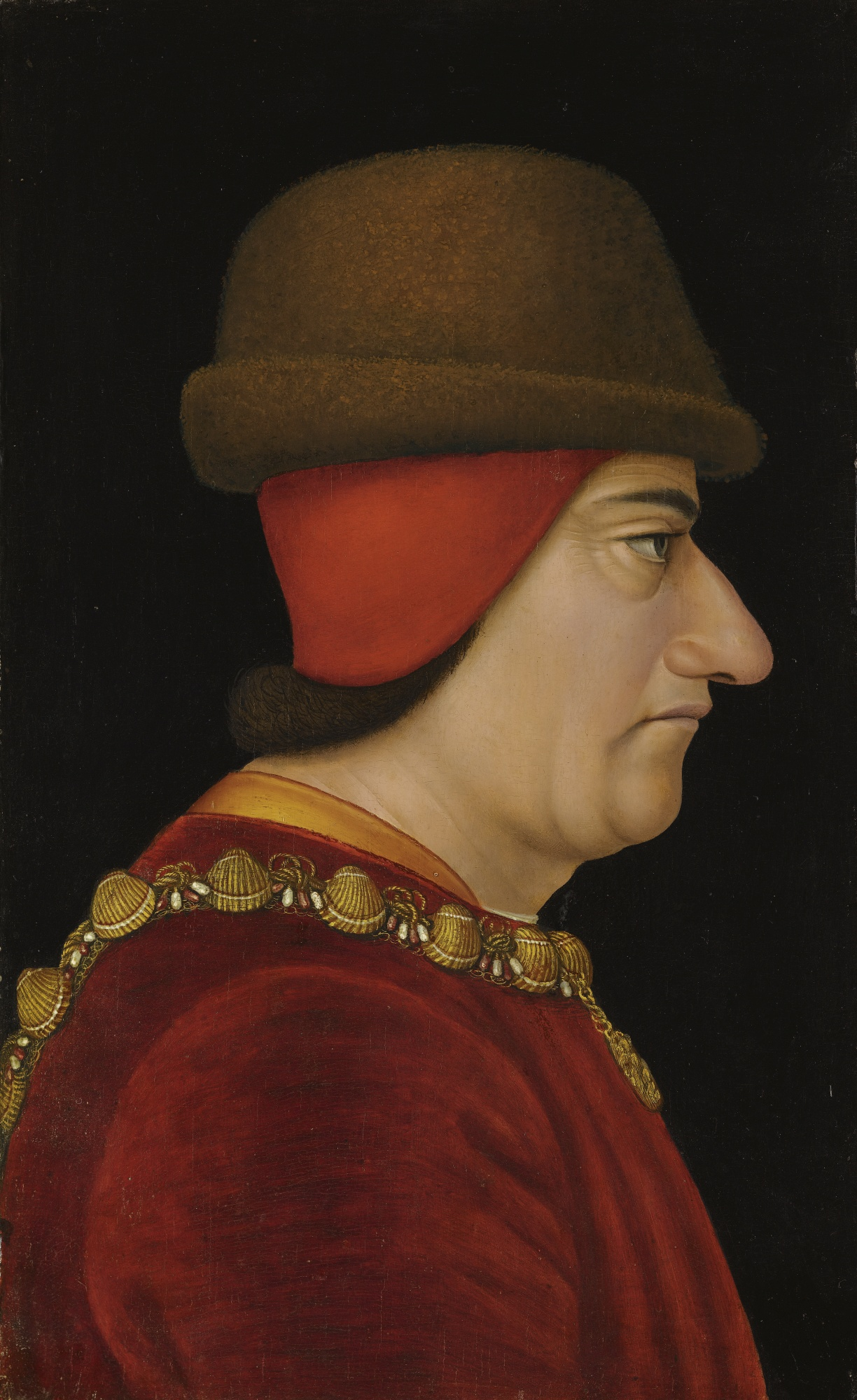
Louis XI, créateur du gouvernement de Lyon en 1462.

La création des gouverneurs du Lyonnais est l'œuvre de Louis XI. Lors de son avènement, il réagit brutalement contre les nobles fidèles de son père en les renvoyant et en les expropriant de leurs titres, les remplaçant par ses propres fidèles. Il s'ensuit la guerre civile de la Ligue du Bien public qui se termine par un compromis. Toutefois, Louis XI reste fidèle et récompense avant tout ceux qui lui ont été fidèles. Ainsi, les deux premiers gouverneurs étaient à ses côtés lors de ces évènements. 

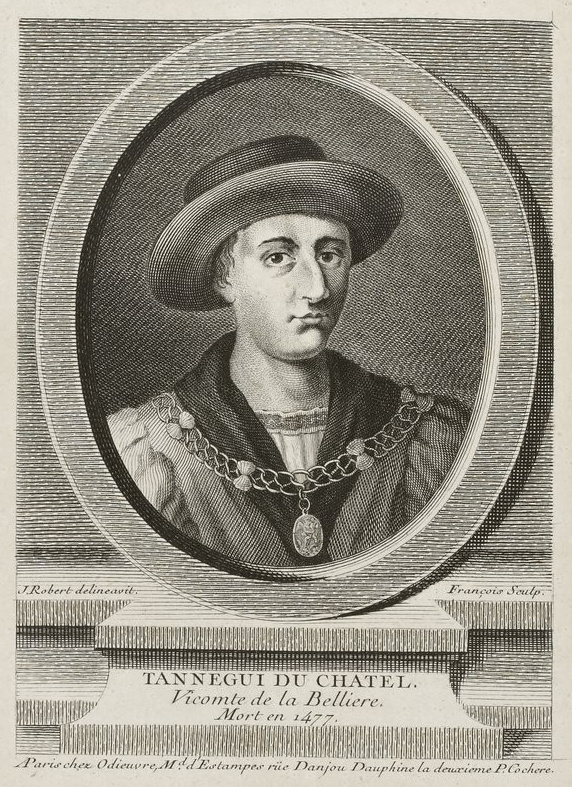
Tanneguy IV du Chastel, premier titulaire de l'office de gouverneur de Lyon, entre 1462 et 1468.

L'apparition des gouverneurs proprement-dits au XIVe siècle s'inscrit dans un cadre politique capétien comportant déjà prévôts, baillis et sénéchaux, qu'ils ne remplacent pas mais sur lesquels ils prennent la préséance dans le domaine militaire. Cette fonction nait du besoin d'assurer militairement les frontières de la France et ils sont à l'origine créés dans les provinces frontalières. Ils tendent ensuite à se retrouver partout. Leurs premières missions sont d'assurer l'ordre dans les provinces, de garantir l'application des sentences des juges, de diriger l'enrôlement des troupes, de faire respecter la discipline des gens de guerre, de préparer les garnisons et les places-fortes.
Lors de la création de l'office, Lyon est une ville frontière régulièrement menacée, par l'est avec le duché de Savoie, par le nord avec le duché de Bourgogne et la Franche-Comté, terre d'Empire des Habsbourg.

### Renaissance et guerres de religion
Le gouverneur peut compter sur les troupes locales que sont les milices urbaines des trente six pennonages dirigées par un capitaine. Ce capitaine dont la nomination est théoriquement aux mains du consulat, est régulièrement imposée par le roi via son représentant local. Mais cette force n'a grande valeur militaire et il n'y a pas de troupes royales locales. La milice est renforcée par les guildes des archers, arbalétriers et autres tireurs à la couleuvrine ou l'arquebuse. Le consulat formalise cette force en créant une compagnie de 200 arquebusiers constituant une troupe permanente au service de la protection des échevins et garant de l'ordre urbain. En 1565, le roi crée une autre compagnie de 50 hommes pour la surveillance du guet, directement aux ordres du gouverneur et du sénéchal. Il s'agit de la première force royale permanente à Lyon.

### Époque moderne

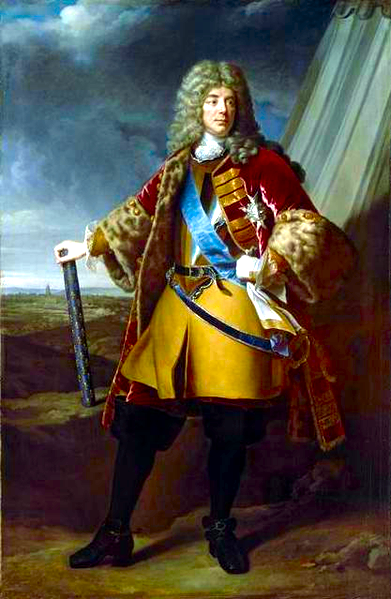
François de Neufville, duc de Villerois, Rectorat de Strasbourg.

Les gouverneurs à l'aube de l'époque moderne sont des personnages très puissants en France. Véritables vice-roi dans leurs provinces, il leur arrive d'outrepasser leurs pouvoirs confiés pour s'arroger d'autres (lever des armées, créer des impôts, traiter avec des puissances étrangères, créer des charges) jusqu'à devenir des forces capables d'inquiéter et de forcer le roi. Toutefois, cette situation n'arrive pas dans le Lyonnais où les gouverneurs restent fidèles au roi. 
La situation lyonnaise est pourtant typique d'une grande charge provinciale entièrement accaparée par un seul clan sur une longue période. Entre 1670 à la disparition des gouverneurs en 1791, six membres d'une même famille, les Neufville de Villeroy, règnent sans partage sur cette charge et la province.

## Liste
- Tannery du Chastel : (1462 - 1468)

Remarqué pour ses qualités de chef de guerre, Tannery du Chastel est souvent mobilisé dans les campagnes guerrières : Louis XI lui enlèvera d'ailleurs le gouvernement de Lyon pour lui donner celui du Roussillon plus conforme à son rôle de militaire. Les archives locales n'ont pas tracé son activité à Lyon.
- Jean de Lescun : (1468 - 1473)

Actif pour remettre en état et consolider les fortifications de Lyon, surtout vers les Terreaux et la Croix-Rousse. Il gère les dépenses pour que la ville participe aux fournitures de la guerre bourguignonne qui a repris à la suite de l'entrevue de Péronne.
- Jean II de Bourbon : (1475 - 1486)

Lieutenant général du Lyonnais, il exerce les pouvoirs du gouverneur sans toutefois s'intéresser à la vie locale car chargé en 1475 de la défense de plusieurs fronts dans la lutte contre Charles le Téméraire.
- Philippe de Savoie : (1486 - 1491)

D'abord allié à Charles le Téméraire, il ralliera ensuite Louis XI puis, après la mort du souverain, sera nommé lieutenant général du Lyonnais en 1486 par la régente Anne de Beaujeu.
- César Borgia : (1498 - 1507)

à sa nomination en 1498, il quitte une carrière ecclésiastique pour accompagner Louis XII dans ses expéditions ; comme ses prédécesseurs, il est accueilli solennellement par le Consulat et reçoit des présents. Après 3 semaines de gouvernance où aucun acte consulaire ne le cite, il quitte Lyon pour apporter l'annulation de son mariage au roi. Les années suivantes, Lyon lui servira de base plusieurs fois, mais uniquement pour mener la guerre en Italie.
- Jacques de Trivulce : (1507 - 1518)

Lorsque Louis XII entreprend de conquérir le Milanais, il donne à Trivulce, en 1499, le commandement de l'armée largement basée à Lyon. Puis en 1507, il devient gouverneur du Lyonnais, pouvoir qu'il exerce jusqu'à sa mort en 1518. Bien qu'ayant lui aussi participé à de nombreux fronts, notamment en Italie, il s'intéresse davantage que ses prédécesseurs à la gouvernance de la ville de Lyon puisqu'on retrouve trace de son action dans les registres municipaux. Il fera face à une crise sociale en désignant une commission composée de 8 délégués parmi les artisans (contre l'avis des échevins)  chargée d'examiner les comptes contestés par ces mêmes artisans qui soupçonnent les consuls d'enrichissement personnel. Trivulce gagne ainsi la confiance du peuple qui reconnaît son autorité. Il va surveiller de très près les travaux de renforcement des remparts de la cité demandés par Louis XII en 1512, exigeant pour cela la participation de tous les lyonnais, y compris celle des nobles et du clergé.
- Just II de Tournon : (1518 - 1523)

En 1518, il est désigné gouverneur du Lyonnais tout en restant lieutenant général du Languedoc. Plus attaché à cette dernière fonction, il séjournera peu à Lyon, laissera peu de traces de son action et sera rapidement remplacé par le maréchal Chabannes de la Palice en 1523.
- Jacques II de Chabannes de La Palice : (1523 - 1525)

Très actif à Lyon, il promeut les travaux sur les fortifications, prend des dispositions pour le service des pennons et des secours en cas de peste, s'insinue dans les conflits entre le consulat et les artisans et les débats locaux sur l'exercice de la justice.
- Charles de Chabannes : (1525 - 1526)

Fils du précédent, il succède en urgence à son père, nommé par Louise de Savoie, qui assure la régence depuis Lyon et qui ne veut pas que le poste de gouverneur de Lyon soit laissé vacant.
- Théodore de Trivulce : (1526 - 1532)

En chef de guerre, il renforce les fortifications de Lyon, particulièrement sur la colline de la Croix-Rousse, alors dénommée Saint-Sébastien dans une période où la ville est en grand danger d'invasion italienne. Malgré cela, il séjourne peu à Lyon et s'investit peu dans les grands évènements de la cité : c'est par exemple la grand bourgeoisie lyonnaise qui prendra en charge la misère et la famine de la région en créant l'Aumône Générale, institution de charité.
- Pomponne de Trivulce : (1532 - 1536)

Installé à Lyon, il supplée son oncle pendant la Grande Rebeyne et sera nommé gouverneur à la mort de celui-ci. Il décrète une ordonnance concernant l'aumône et la charité. Il s'investira davantage que ses prédécesseurs dans la vie de la cité.
- François de Tournon : (1536 - 1539) Cardinal

C'est le premier gouverneur issu de l'église et non de l'épée comme ses prédécesseurs. Connaisseur de l'Italie et proche de François Ier, il met en place une politique fiscale pour financer les guerres d'Italie. Fin diplomate, il jouera un rôle politique influent et sera l'équivalent d'un ministre des relations étrangères. en 1536, il est nommé à la fois gouverneur de Lyon et lieutenant général de 8 provinces, couvrant le tiers du territoire national, faisant de lui le plus puissant des gouverneurs sur un territoire aussi étendu.
- Jean d'Albon de Saint-André : (1539 - 1549)

Nommé gouverneur de Lyon à une époque de prospérité lyonnaise : création de la manufacture de soie en 1536. Les imprimeurs produisent de nombreux livres. Jean d'Albon continuera le travail de fortification de la colline de la Croix-Rousse.
- Jacques d'Albon de Saint-André : (1550 - 1559)

Maréchal de France, cet ami du roi Henri II apparait un puissant gouverneur.
- Jacques de Savoie-Nemours : (1562 - 1571)
- François de Mandelot : (1571 - 1588)

Il gouverne Lyon pendant 20 ans. Les Guerres de Religion causent le massacre des Protestants, lors des Vêpres lyonnaises Plus tard Mandelot réussit à protéger la ville des combats et maintenir une paix relative
- Charles-Emmanuel de Savoie-Nemours : (1588 - 1595), duc de Nemours

La Ligue catholique s'oppose aux protestants, la guerre civile agite Lyon divisé.
- Alphonse d'Ornano ; nommé sans titre local réel pour défendre le Lyonnais et dirigeant de fait en 1594 et 1595.
- Philibert de la Guiche : (1595 - 1607)

la paix à Lyon
- César de Bourbon : (1607) 
 Fils naturel d'Henri IV et de Gabrielle d'Estrées légitimé, il reçoit le titre de gouverneur à un an. Le roi nomme Charles de Neufville pour s'occuper réellement de la charge. César de Bourbon ne viendra probablement jamais à Lyon[9].
- Charles de Neufville : (1607 - 1642)
- Nicolas de Neufville : (1642 - 1685)
- François de Neufville : (1685 - 1730)
- Louis Nicolas François de Neufville : (1730 - 1734)
- François Louis Anne de Neufville : (1734 - 1764)
- Gabriel François Louis de Neufville : (1764 - 1791)

## articles connexes
- Gardiateur
- Sénéchal de Lyon
- Gouverneur militaire de Lyon
- Histoire de Lyon